# Núria Esponellà
Núria Esponellà (Celrà, 1959) es una escritora, filóloga y profesora de Cataluña, España. Es autora de poemarios y novelas. En 2009 ganó el Premio Néstor Luján de novela histórica con la obra Rere el murs (en español: Tras los muros).

## Trayectoria
Después de unos inicios en la poesía, se ha mostrado como novelista con obras como Gran Café (Columna, 1998), Un moment a la vida (Un momento en la vida) (Columna, 1999), El mateix vell amor (El mismo viejo amor) (Premio Ciudad de Badalona, Columna, 2000), Temps de silenci (Tiempo de silencio) (novela basada en la serie televisiva, 2002), Sunitha (Columna, Martínez Roca 2003), una novela testimonial sobre la experiencia del apadrinamiento en la India y La Travessía (Columna, 2005).
Ha publicado también el libro de narraciones Petits grans plaers (Pequeños grandes placeres) (Columna, 2006), fruto de la colaboración radiofónica con El Suplement de Catalunya Ràdio, y es articulista de La Vanguardia y El Punt.

## Premios y reconocimientos
Ha ganado varios premios literarios entre los que cabe destacar el Premio Ciudad de Olot (1986), el Premio Mercè Bayona otorgado al poemario Un vent, una mar (Quaderns Crema, 1994), el Premio Goleta y Bergantín por La mirada de la gavina (La mirada de la gaviota), prologado por Miquel Martí i Pol (Viena, 2001). También le ha sido otorgado el Premio Bonmatí de periodismo y el IV Premio Columna por la novela La travessía.
En 2009 ganó el Premio Néstor Luján de novela histórica, otorgado por la editorial Columna y dotado con 6.000 euros, por Rere el murs, ambientado en el monasterio de Sant Pere de Rodes en el siglo XII.
En 2020 recibió el premio Prudenci Bertrana  de novela, en su 53.ª edición, por su novela Ànima de tramuntana.